# 14080 Heppenheim
14080 Heppenheim este un asteroid din centura principală de asteroizi.

## Descriere
14080 Heppenheim este un asteroid din centura principală de asteroizi. A fost descoperit pe 1 aprilie 1997 la Observatorul Starkenburg din Heppenheim. Asteroidul prezintă o orbită caracterizată de o semiaxă mare de 2,37 ua, o excentricitate de 0,08 și o înclinație de 6,5° în raport cu ecliptica.